# Lacus Oblivionis

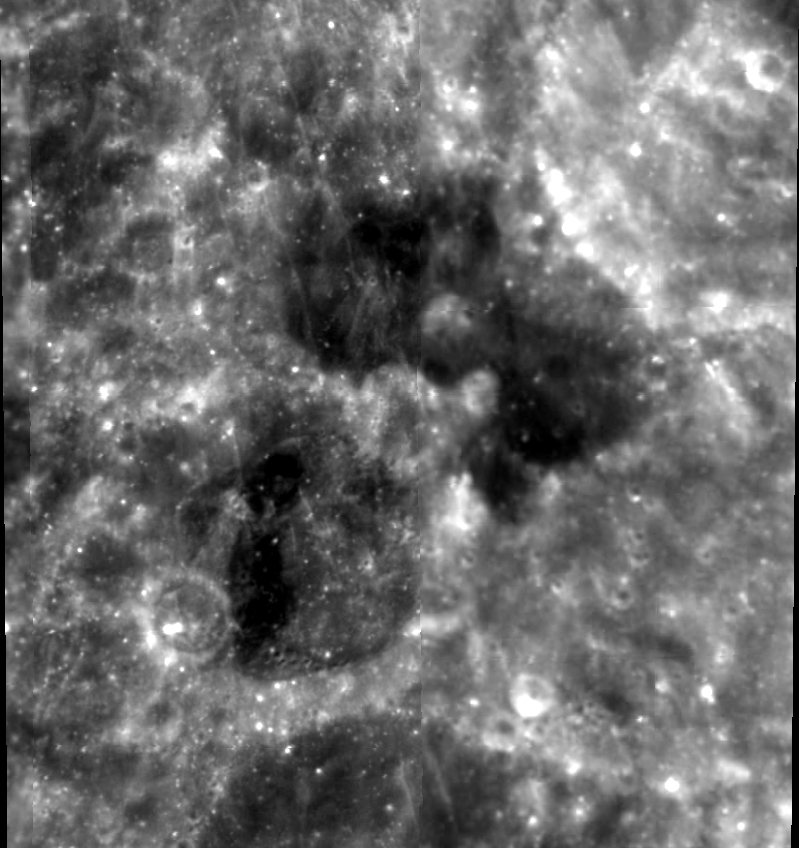
Lacus Oblivionis

Lacus Oblivionis (łac. Jezioro Zapomnienia) – to małe morze księżycowe. Jego współrzędne selenograficzne to 21,0° S, 168,0° W, a średnica wynosi 50 km. Nazwa została zatwierdzona przez Międzynarodową Unię Astronomiczną w roku 1976.